# Photinia parviflora
Photinia parviflora är en rosväxtart som beskrevs av Louis Otho Otto Williams. Photinia parviflora ingår i släktet Photinia och familjen rosväxter. Inga underarter finns listade i Catalogue of Life.